# Дегідрогалогенування

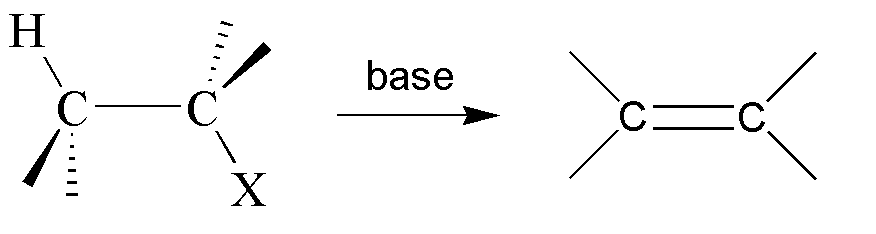
β-дегідрогалогенування

Дегі́дрогалогенува́ння — відщеплення галогенідів водню з утворенням кратних зв'язків, циклів або карбенів, що відбувається термічно або під дією каталізаторів (луги, оксиди металів). Протікання реакції полегшується зі зростанням атомної маси галогену.

## Види

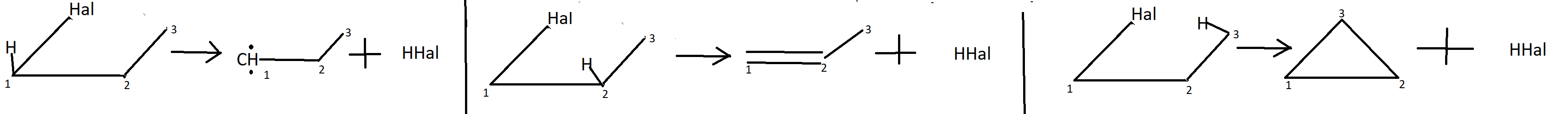
Три види дегідрогалогенування

### Галогенпохідні вуглеводнів
Дегідрогалогенування галогеналканів і галогеналкенів може бути трьох варіантів: α, β та γ-дегідрогалогенування, при яких атом гідрогену відщеплюється від першого, другого або третього атома карбону відносно атома галогену відповідно. При α-дегідрогалогенуванні утворюються карбени:
{\displaystyle {\ce {R-CHHal-R ->R-C-R + HHal}}}
Оскільки карбени нестабільні, α-дегідрогалогенування непоширене. Найпоширенішим видом є β-дегідрогалогенування, при якому утворюються алкени (при дегідрогалогенуванні галогеналкану) або алкіни (при дегідрогалогенуванні галогеналкену). γ-дегідрогалогенування також відбувається рідко. По-перше, атом гідрогену біля третього атома карбону не дуже активний — там індукційний ефект галогену проявляється слабше (з цієї причини не існує δ, ε-дегідрогалогенування), а по-друге  — в ньому утворюються тричленні цикли, які також є нестабільними.

### Галогенангідриди карбонових кислот
Галогенангідриди карбонових кислот також можуть дегідрогенуватися. При цьому утворюються кетени, наприклад:
{\displaystyle {\ce {CH3-CCl=O ->CH2=C=O + HCl}}}

### β-галогенспирти
При дегідрогалогенуванні β-галогенспиртів утворюються епоксиди. Цей вид дегідрогалогенування є реакцією Вільямсона і відбувається за механізмом нуклеофільного заміщення: спочатку основний каталізатор відщеплює протон від гідроксильної групи, далі нуклеофільний негативно заряджений атом оксигену заміщує галоген на іншому атомі карбону.

## Механізм

### Карбокатіонний (E1)
При карбокатіонному механізмі дегідрогалогенування спочатку відщеплюється негативний іон галогену, залишаючи карбокатіон. Далі каталізатор, основа, наприклад, гідроксид-аніон відщеплює протон від карбокатіона. При цьому перша стадія є найповільнішою та швидкістьвизначальною. Друга стадія відбувається швидко.
Такому механізму сприяють іонізуючі розчинники, а також розгалуженість вуглеводневого ланцюга, тому за таким механізмом дегідрогалогенуються переважно третинні галогеноалкани.

### Карбоаніонний (E1сB)
При механізмі E1сB спочатку відщеплюється протон, в потім — галоген. Друга стадія відбувається повільно. За цим механізмом проходить α-дегідрогалогенування:
{\displaystyle {\ce {HCCl3 + OH- <=>[-H_2O]CCl3- <=>CCl2 + Cl-}}}

### E2
При механізмі E2 основа утворює зв'язок з протоном з кратністю 1/2, внаслідок чого послаблюється зв'язок C-H, зв'язок C-C — посилюється, а C-Hal — послаблюється. Далі зв'язок B-H стає одинарним (а не половинним), зв'язок СС- — подвійним, а аніон галогену відщеплюється. Механізм характерний для первинних галогенпохідних.
При цьому карбоаніони або карбокатіони не утворюються, тому що відщеплення гідрогену та галогену відбувається одночасно.
R1-HCH-CH-halR2 + C2H5O- K+ →
R1-HC--CH-halR2  + C2H5OH: R1-HC--CH-halR2 + K+ →
R1-HC--CH+R2 + K±hal →
R1-CH=CHR2 + C2H5OH + K±hal →
C2H5O-K+ + H-hal

### SN
Див. β-галогенспирти

## Правило Зайцева
Реакції дегідрогалогенування підпорядковуються правилу Зайцева: найлегше атом гідрогену відщеплюється від третинного, найважче — від первинного атома карбону. Тому при β-дегідрогалогенуванні головний продукт — найбільш розгалужений алкен.